# Шеддадиды
Шеддадиды (перс. شداديان‎) — феодальная династия курдского происхождения, правившая в Арране и Восточной Армении. В XI—XII веках являлась наиболее сильной курдской династией Закавказья. Резиденция Шеддадидов находилась в Гяндже и в древней армянской столице Двин. Боковая ветвь рода правила в другой армянской столице — Ани. Их история примечательна также тем, что в течение своей как воинственной так и мирной деятельности, они находились в тесном контакте со своими христианскими соседями, армянами и грузинам, а также с различными северными захватчиками, в том числе аланами и русами.

## История
Роберт Томсон из Оксфордского университета отмечает, что наряду с иранскими традициями на Шеддадидов значительное культурное влияние оказало армянское окружение и армянские родственные связи. Будучи курдского происхождения Шеддадиды вступали в брак с армянами. Например, первый эмир Ани Манучихр был сыном армянской принцессы и сам женился на армянке. В генеалогии династии встречаются как типично иранские имена, такие как Лашкари, так и типично армянские имена, такие как Ашот. Это результат того, что Шеддадидам пришлось маневрировать между дейлемитами Азербайджана (исторический регион главным образом на юге Аракса) и христианами — армянами и грузинами. Персидский поэт Катран Тебризи, живший при дворе Шеддадидов Гянджи, даже подчеркивал армянскую родословную династии, называя Фадла III «гордостью династии Багратидов».

### Двинский эмират

Синим цветом выделена территория Двинского эмирата до 1022 года

Воспользовавшись временным ослаблением правления Мусафирида Марзубана ибн Мухаммада, Мухаммад ибн Шаддад, основатель династии, утвердился сначала в Двине, в Армении, впервые примерно в 951 году. Изначально построив сильную крепость за пределами города Мухаммад ибн Шаддад отразил неоднократные атаки Мусафиридов и их армянских союзников с целью вернуть город. Вскоре после восстановления власти Мусафиридов Мухаммад ибн Шаддад был вынужден сбежать в Васпуракан, где получил убежище у местного армянского царя, и умер в 955 году. Несмотря на потерю Двина сын Мухаммада ибн Шаддада Лашкари вероятно получил некоторые территории в армянской горной области Сюник. Шеддадиды вновь восстановили своё правление в Двине лишь в конце X века усилиями сына Мухаммада ибн Шеддада Фазла. С 1022 года Двинским эмиратом правил Абу-л Асвар. Примерно в 1040 году он безуспешно пытался расширить свою власть за счет царя Ташира Давида Безземельного. Предполагается что в этот период контакты между ветвями в Двине и Гяндже были уменьшены. Абу-л Асвар был использован Византийской империей в период аннексии Армянского царства в середине 1040-х годов, хотя византийцы так и не выполнили своё обещание при помощи Абу-л Асвара оставить ему все захваченные им армянские крепости. Более того, в 1045 году сам Двинский эмират был подвергнут неудачной атаке византийской армией. Последовавшие попытки византийцев сократить зону власти Шеддадидов вокруг Двина также сошли на нет. Византийский хронист Иоанн Скилица называет Абу-л-Асвара «архонтом Тивия и Персармении».

### Гянджинский эмират
Сын Мухаммада ибн Шаддада Фазл, находящийся после событий в Двине на службе у Хамданидов, по просьбе Мусафиридского наместника Али аль-Тази отправился в город Гяднжа кавказской области Арран для того, чтобы совместно защитить его от нападений горцев. В 969—970 году к брату присоединился также Лашкари и, при поддержке местного населения, последние выгнали Али аль-Тази а Лашкари стал эмиром. В 978 году его унаследовал брат Марзубан. Через несколько лет он был свергнул Фазлом, который правил областью с 985 года в течение 47 лет. В 993 году последний захватил также Барду и Байлакан. Согласно К. Э. Босуорту Шеддадиды проявляют себя как энергичные защитники ислама, сражаясь с грузинскими и армянскими князьями, византийцами, аланами и русами. Утверждение Шеддадидской гегемонии на восточных границах Грузии заставило царя Баграта IV предпринять меры, в частности около 990 году он осадил Шамкур. Данные об исходе этой военной акции в источниках противоречивы. Другое столкновение с грузинами имевшее место в 1027 или 1030 году закончился сокрушительным поражением Фазла I. К 1030 году, в конце своего правления, Фазл, с помощью русов находящихся к этому времени военным походов в Ширване, подавил восстание своего сына наместника в Байлакане. Почти ничего не известно о кратковременном правлении его наследника и сына Мусы (1031—1034). Эндрю Пикок отмечает, что преемник последнего Абу-л Хасан Лашкари продолжил военные кампании против грузин и армян проявляя месть за поражения своего деда Фазла I. После 1054 года как Шеддадиды так и Раввадиды признали сюзеренитет сельджукского султана Тогрула. Если зависимость Абу-л-Асвара было почти что номинальным, то его сын Фазл II платил сельджукам большую дань. Правление Шеддедидов Гянджи подходило к концу, хотя точные обстоятельства падения династии неясны. Последний представитель Гянджинской линии рода Фазлун ибн Фалз правил около двух лет до 1075 года, когда султан Мелик-шах даровал область своему рабу Сав Тегину в качестве икты.
К XII веку город Гянджа имело преимущественно иранское население. Гянджинское эмирство Шеддадидов, просуществовавшее почти до конца XI века.

### Анийский эмират
После завоевания в 1064 году сельджуками Закавказья Шеддадиды стали их вассалами и в 1072 году получили (по другим данным купили) в вассальное владение территорию бывшего Анийского царства армянских Багратидов, образовав Анийский эмират. Манучихр ибн Шавур II начавший править в Ани, стал основателем анийской ветви Шеддадиды (около 1072—1199), которая прекратила своё существование в 1199 году, когда армянский город Ани был присоединен к Грузии вместе с частью северной Армении. Минорский называет их курдо-армянскими царями Ани.

## Правители Восточной Армении и Аррана
Список правителей Восточной Армении и Аррана составлен согласно работам «Книга династий» Н. В. Сычева и «Мусульманские династии. Справочник по хронологии и генеалогии» К. Э. Босворта.

### Главная ветвь в Гяндже и в Двине
- Фазлун — 951—955 гг.
- Мухаммад ибн Шаддад (в Двине) — 951—971 гг.
- Али Лашкари I ибн Мухаммад (в Гяндже) — 971—978 гг.
- Марзубан ибн Мухаммад — 978—985 гг.
- Фадл I (Фазлун I) ибн Мухаммад — 985—1030 гг.
- Абу-ль-Фатх Муса — 1031—1034 гг.
- Али Лашкари II — 1034—1049 гг.
- Ануширван ибн Лашкари — 1049 г.
- Абу-ль-Асвар Шавур I — в Двине — 1022—1049 гг., в Гяндже —1049—1067 гг.[19]
- Фадл (Фазлун) II ибн Шавур — 1067—1073 гг.
- Фадл (Фазлун) III ибн Фадл — l073/1075—1088/1089 гг.

Арран захватил сельджукский военачальник Абу Мансур Сау-Тегин.

### Ветвь в Ани, 1072—1174 гг.
- Манучихр ибн Шавур I — 1072—1118 гг.
- Абу-л-Асвар Шавур II — 1118—1124 гг.

Период 1124—1125 гг. — грузинская оккупация.
- Фадл (Фазлун) IV ибн Шавур II — 1125—? гг.
- Махмуд — ?—1131 гг.
- Хушчихр — 1131—? гг.
- Шаддад — ?—1155 гг.
- Фадл V (Фазлун V) — 1155—1161 гг.

Период 1161—1164 гг. — грузинская оккупация.
- Шахиншах — 1164—1174 гг.

Грузинское завоевание.